# Trichilia trachyantha
Trichilia trachyantha är en tvåhjärtbladig växtart som först beskrevs av August Heinrich Rudolf Grisebach, och fick sitt nu gällande namn av C. Dc.. Trichilia trachyantha ingår i släktet Trichilia och familjen Meliaceae. Inga underarter finns listade i Catalogue of Life.